# العلاقات الأذربيجانية المدغشقرية
العلاقات الأذربيجانية المدغشقرية هي العلاقات الثنائية التي تجمع بين أذربيجان ومدغشقر.

## مقارنة بين البلدين
هذه مقارنة عامة ومرجعية للدولتين:
| وجه المقارنة                                              | أذربيجان        | مدغشقر                      |
| --------------------------------------------------------- | --------------- | --------------------------- |
| المساحة (كم2)                                             | 86.60 ألف       | 587.04 ألف                  |
| عدد السكان (نسمة)                                         | 10.00 مليون     | 25.57 مليون                 |
| الكثافة السكانية (ن./كم²)                                 | 115.47          | 43.56                       |
| العاصمة                                                   | باكو            | أنتاناناريفو                |
| اللغة الرسمية                                             | اللغة الأذرية   | اللغة الملغاشية، لغة فرنسية |
| العملة                                                    | مانات أذربيجاني | أرياري مدغشقري              |
| الناتج المحلي الإجمالي (بليون دولار)                      | 40.75 مليار     | 11.50 مليار                 |
| الناتج المحلي الإجمالي (تعادل القوة الشرائية) بليون دولار | 171.56 مليار    | 35.51 مليار                 |
| الناتج المحلي الإجمالي الاسمي للفرد دولار أمريكي          | 5.50 ألف        | 401                         |
| الناتج المحلي الإجمالي للفرد دولار أمريكي                 | 17.52 ألف       | 1.44 ألف                    |
| مؤشر التنمية البشرية                                      | 0.751           | 0.510                       |
| رمز المكالمات الدولي                                      | +994            | +261                        |
| رمز الإنترنت                                              | .az             | .mg                         |
| المنطقة الزمنية                                           | ت ع م+04:00     | ت ع م+03:00                 |

## منظمات دولية مشتركة
يشترك البلدان في عضوية مجموعة من المنظمات الدولية، منها:
| علم المنظمة | اسم المنظمة                               | تاريخ انضمام أذربيجان | تاريخ انضمام مدغشقر |
| ----------- | ----------------------------------------- | --------------------- | ------------------- |
|             | الاتحاد البريدي العالمي                   | ?                     | ?                   |
|             | يونسكو                                    | 3 يونيو 1992          | 10 نوفمبر 1960      |
|             | البنك الدولي للإنشاء والتعمير             | 18 سبتمبر 1992        | 25 سبتمبر 1963      |
|             | وكالة ضمان الاستثمار متعدد الأطراف        | 23 سبتمبر 1992        | 8 يونيو 1988        |
|             | الاتحاد الدولي للاتصالات                  | 10 أبريل 1992         | 11 مايو 1961        |
|             | منظمة الشرطة الجنائية الدولية             | ?                     | ?                   |
|             | مؤسسة التمويل الدولية                     | 11 أكتوبر 1995        | 27 سبتمبر 1963      |
|             | الأمم المتحدة                             | 2 مارس 1992           | 20 سبتمبر 1960      |
|             | مؤسسة التنمية الدولية                     | 31 مارس 1995          | 25 سبتمبر 1963      |
|             | منظمة حظر الأسلحة الكيميائية              | ?                     | ?                   |
|             | المركز الدولي لتسوية المنازعات الاستشارية | 18 أكتوبر 1992        | 14 أكتوبر 1966      |

## وصلات خارجية
- موقع وزارة الخارجية الأذربيجانية